# 0.9
Albums de Booba
Autopsie Vol. 2
(2007) Autopsie Vol. 3
(2009)
Singles
1. B2OBA
Sortie : 19 mai 2008
2. Illégal
Sortie : 6 octobre 2008
3. Izi Monnaie
Sortie : 10 novembre 2008
4. Marche ou crève
Sortie : 15 novembre 2008
5. Game Over
Sortie : 19 février 2009
6. Salade, tomates, oignons
Sortie : 1er mars  2009
7. Pourvu qu'elles m'aiment
Sortie : 16 mars 2009

0.9 est le quatrième album studio du rappeur français Booba, sorti le 24 novembre 2008 sur le label Tallac Records via la major Barclay et Universal.
Lors de sa première semaine d'exploitation, l'album connait un faible démarrage avec 17 540 exemplaires, un chiffre très en dessous des attentes de la maison de disques du rappeur. Malgré une sortie en demi-teinte, l'album finira par dépasser la barre des 100 000 exemplaires vendus.
Celui-ci est sorti en même temps qu'une paire de Nike Air Force 1 avec des drapeaux du Sénégal, le K de sa marque Unkut ainsi qu'un dessin de pirate mort avec une couronne dessinée au laser par la tatoueuse Laura Satana. La paire sortira le 6 décembre 2008 au shop Boulbi&co, limitée à 176 exemplaires.

## Réception
Lors de sa première semaine de commercialisation, l'album se vend à 17 540 exemplaires, décrochant la sixième place du top albums français, un chiffre très en dessous des attentes de la maison de disques du rappeur. L'album divisera les critiques, notamment à cause de l'utilisation de l’Auto-Tune (une première dans le rap en France).

## Singles
- Garcimore sorti en 2007 (le morceau est sorti en premier sur son projet précédent "Autopsie Vol. 2", sa deuxième mixtape. Il sera plus tard ajouté sur Autopsie 0)
- B2OBA sorti en 2008
- Illégal sorti en 2008
- Game Over sorti en 2009
- Salade, tomates, oignons sorti en 2009
- Pourvu qu'elles m'aiment sorti en 2009

Singles promotionnels
- Izi Monnaie sorti le 10 novembre 2008

## Clips vidéos
- B2OBA
- Illégal
- Game Over
- Salade, tomates, oignons (featuring Djé)

## Liste des pistes
| 1.    | Intro                                    | DJ Medi Med     | 0:18 |
| 2.    | Izi Monnaie                              | Therapy         | 2:41 |
| 3.    | B2OBA                                    | Phrequincy      | 3:13 |
| 4.    | Illégal                                  | Animalsons      | 4:33 |
| 5.    | Garcimore                                | Oneshot         | 3:30 |
| 6.    | Izi Life (featuring Bram's & Mala)       | Dream Touch     | 5:37 |
| 7.    | King (featuring Rock City)               | BKS             | 4:07 |
| 8.    | Salade, tomates, oignons (featuring Djé) | Haze            | 4:12 |
| 9.    | Bad Boy Street (featuring Demarco)       | Animalsons      | 4:32 |
| 10.   | Game Over                                | Oneshot         | 4:20 |
| 11.   | Soldats (featuring Naadei)               | Therapy         | 3:16 |
| 12.   | R.A.S                                    | Street Fabulous | 5:06 |
| 13.   | Pourvu qu'elles m'aiment                 | Street Fabulous | 4:00 |
| 14.   | Marche ou crève                          | Oneshot         | 4:27 |
| 15.   | 0.9                                      | Therapy         | 4:14 |
| 58:00 |                                          |                 |      |

| Streaming Bonus Track | Streaming Bonus Track          | Streaming Bonus Track | Streaming Bonus Track | Streaming Bonus Track | Streaming Bonus Track | Streaming Bonus Track | Streaming Bonus Track | Streaming Bonus Track | Streaming Bonus Track |
| No                    | Titre                          | Compositeur(s)        | Durée                 |                       |                       |                       |                       |                       |                       |
| --------------------- | ------------------------------ | --------------------- | --------------------- | --------------------- | --------------------- | --------------------- | --------------------- | --------------------- | --------------------- |
| 16.                   | Marche ou crève (Busy P Remix) | Busy P                | 3:42                  |                       |                       |                       |                       |                       |                       |
| 1:01:00               |                                |                       |                       |                       |                       |                       |                       |                       |                       |

## Samples
- Le titre Izi Monnaie contient un échantillon du theme de l'Organization XIII du jeu vidéo Kingdom Hearts 2.
- Le titre Izi Life contient un échantillon du titre Soul Survivor de Young Jeezy et Akon.

## Classement hebdomadaire
| Classement (2008)            | Meilleure position |
| ---------------------------- | ------------------ |
| Belgique (Wallonie Ultratop) | 27                 |
| France (SNEP)                | 2                  |
| Suisse (Schweizer Hitparade) | 60                 |

### Certifications
| Pays          | Certifications | Ventes     | Ventes  |
| Pays          | Certifications | Certifiées | Totales |
| ------------- | -------------- | ---------- | ------- |
| France (SNEP) | Aucune         | -.         | 100 000 |